# 石一郎
石 一郎（いし いちろう、1911年8月1日 - 2012年3月21日）は、日本のアメリカ文学者、作家、翻訳家。

## 経歴
茨城県生まれ。1935年東京帝国大学英文科卒。1942年北支に出征。
戦後明治大学教授を勤め、1982年定年退職。
ヘミングウェイ、スタインベックが専門で、『怒りの葡萄』の翻訳は広く読まれた。
2012年3月21日に老衰で死去。100歳没。
妻は俳人杉田久女の長女で俳人でもある石昌子（2007年1月に没）で、編著書が10数冊ある。
なお河出書房より小説『海のサムライ』を刊行しているが、姓名が似ている作家白石一郎の歴史小説に『海のサムライたち』がある。

## 著書
- 『ヘミングウェイ研究』（南雲堂） 1955
- 『崩壊の文学 F・S・フィツジェラルド論』（南雲堂） 1958
- 『標高八八四〇メートル』（河出書房新社） 1960
- 『蒼い岩壁』（光風社） 1964
- 『「喪失の世代」の文学 現代アメリカ小説の出発』（紀伊国屋新書） 1964
- 『アメリカ一周バス旅行 走行1万6千キロ』（南雲堂） 1966
- 『海のサムライ』（河出書房新社） 1973
- 『小説小泉八雲』（集英社） 1982
- 『愛と死の猟人 ヘミングウェイの実像』（南雲堂） 1988
- 『大いなる幻影 自伝的記録文学』（南雲堂）　1993、のち改題『終わらない戦争』 1998
- 『88歳のアメリカ文学 20世紀・戦後の記憶』（南雲堂） 1999
- 『自然と文明 アメリカの西部小説を読む』（南雲堂） 1999
- 『ヘミングウェイと女たち』（南雲堂） 2002

### 編著
- 『スタインベック』（編、研究社出版、20世紀英米文学案内22） 1967
- 『ヘミングウェイの世界』（編、荒地出版社） 1970

## 翻訳
- 『アルプス及コーカサス登攀記』（A・F・マンメリイ、朋文堂） 1938
- 『山の魂』（F・S・スマイス、朋文堂） 1938
- 『北西への道』（ケネス・ロバーツ、三笠書房） 1939 - 1940
- 『百万長者の死』（G・D・H・コール, M・コール、東京創元社） 1956、のち文庫
- 『怒りの葡萄』（スタインベック、角川文庫） 1956
- 『武器よさらば』（ヘミングウェイ、角川文庫） 1957
- 『キリマンジャロの雪 / 二つの心の河』（ヘミングウェイ、江島祐二共訳、南雲堂） 1959
- 『死の猟人 ヘミングウェイ伝』（クルト・ジンガー、荒地出版社） 1962
- 『マルタの鷹』（D・ハメット、角川文庫） 1963
- 『カラコルムを越えて』（ヤングハズバンド、白水社、西域探検紀行全集5） 1966、のち新版 2004
- 『アルプス登攀記』（ウィンパー、旺文社文庫） 1971
- 『危機の作家たち フォークナー、トマス・ウルフ、スタインベック論』（マックスウェル・ガイスマー、須山静夫共訳、南雲堂） 1975
- 『図説ヘミングウェイの世界』（アンソニー・バージェス、学習研究社） 1979